# Live at the Oriental Theatre 1966
Live at the Oriental Theatre 1966 ist ein Album von Miles Davis; es enthält einen Livemitschnitt des Miles-Davis-Quintetts mit Wayne Shorter, Herbie Hancock und Tony Williams. Anstelle von Ron Carter, dem regulären Bassisten der damaligen Band, spielte bei diesem Auftritt im Oriental Theatre in Portland Richard Davis. Die Aufnahmen erschienen am 17. Juni 2014 auf dem Reissue-Label Sunburn Records.

## Hintergrund
Der Mitschnitt ist zeitlich zwischen Miles Davis’ Auftritt im Plugged Nickel in Chicago im Dezember 1965 (The Complete Live at the Plugged Nickel 1965) und den Aufnahmen für das Studioalbum Miles Smiles im Oktober 1966 einzuordnen. Das Repertoire der Band entspricht weitgehend dem der Plugged-Nickel-Mitschnitte, mit Ausnahme von „Gingerbread Boy“ (der Titel erschien 1967 auf Miles Smiles) und der Ballade „Who Can I Turn To?“ von Anthony Newley, die der Trompeter nie regulär eingespielt hatte. „Who Can I Turn To (When Nobody Needs Me)“ war Mitte der 1960er-Jahre ein populärer Show-Tune im Repertoire von Vokalisten wie Tony Bennett, Sammy Davis Jr., Della Reese, Matt Monro und Dionne Warwick.

## Titelliste

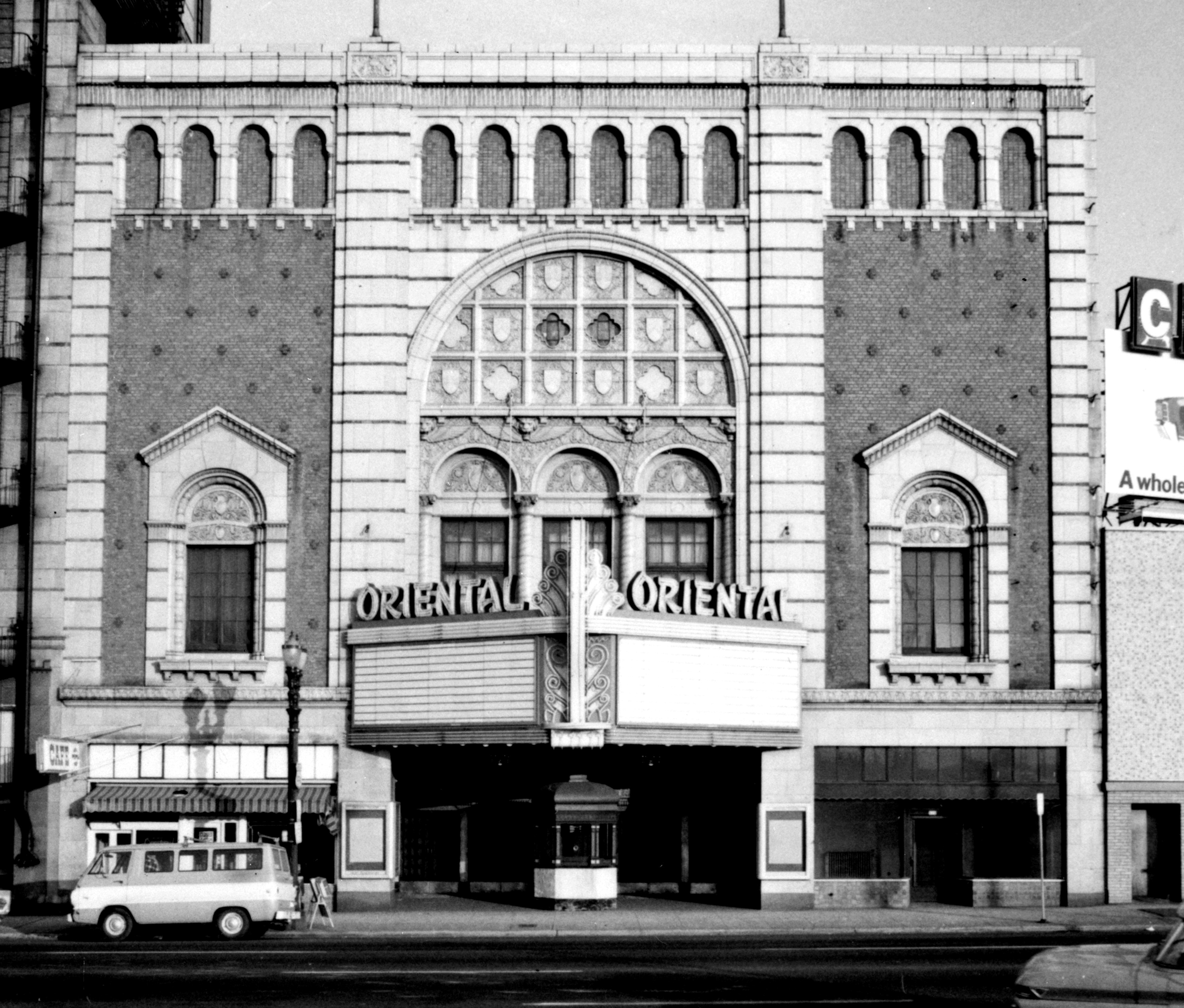
Fassade des Oriental Theatre in einer Fotografie von 1969

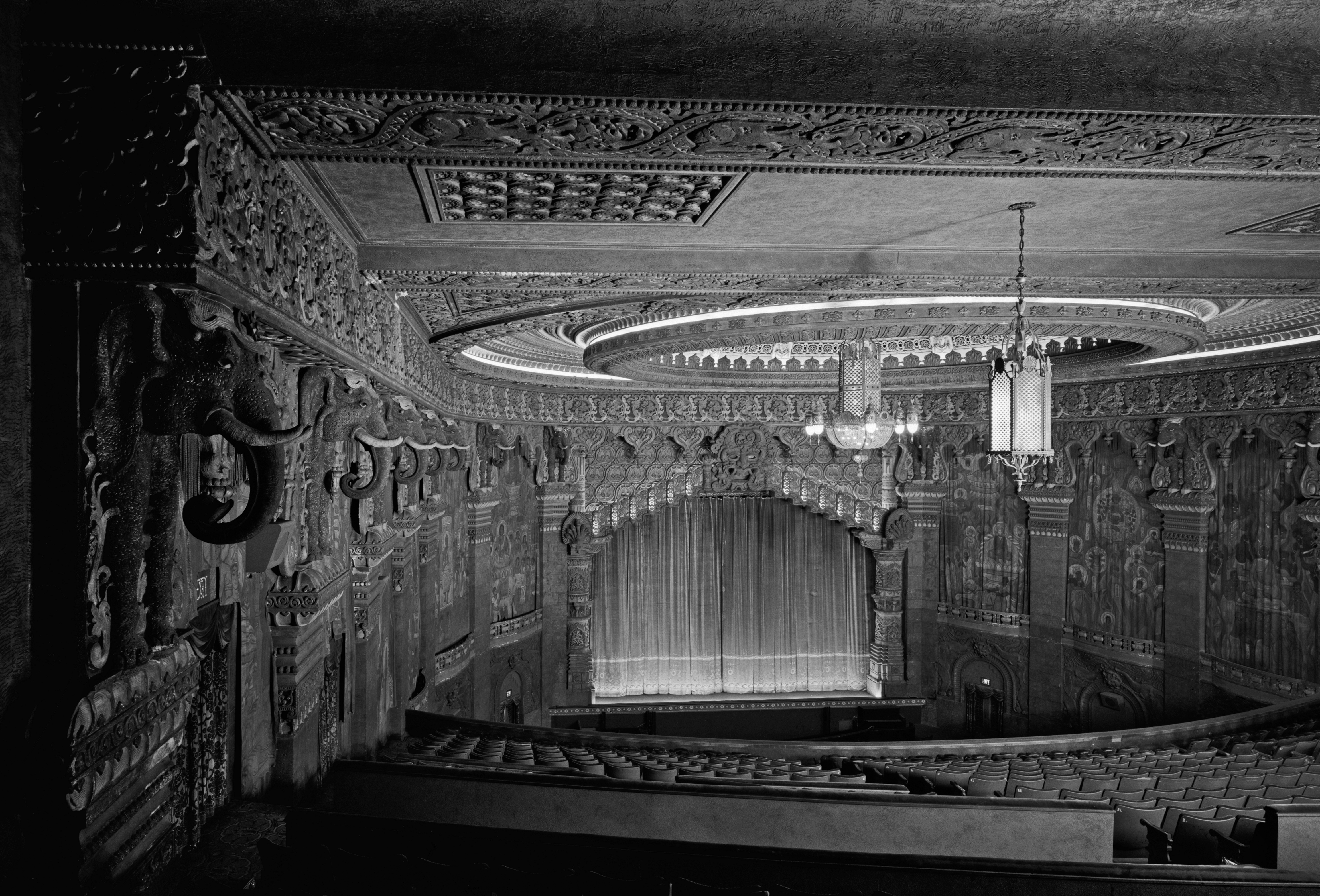
Interieur des:Oriental Theatre (1969)

- Miles Davis Quintet: Live at the Oriental Theatre 1966 (Sunburn 9339880)

### CD 1
1. Announcement  0:40
2. Autumn Leaves (Jacques Prévert, Johnny Mercer, Joseph Kosma) 9:49
3. Agitation (Miles Davis) 9:22
4. Stella by Starlight (Ned Washington, Victor Young) 10:31
5. Gingerbread Boy (Jimmy Heath) 11:44

### CD 2
1. The Theme (Miles Davis) 9:30
2. All Blues (Miles Davis) 9:32
3. Who Can I Turn To? (Anthony Newley, Leslie Bricusse) 8:51
4. So What (Miles Davis) 9:06
5. My Funny Valentine (Lorenz Hart, Richard Rodgers) 11:38

## Rezeption
Richard Brody (The New Yorker) zählte das Album zu den wichtigsten Archiv-Entdeckungen des Jahres 2014 und schrieb in The New Yorker: „Eine weitere Davis-Ausgabe eines Konzerts vom 21. Mai 1966 des Oriental Theatre in Portland, Oregon, zeigt, was verloren ging – und was gewonnen wurde. Es enthält das Quintett der Mitte der sechziger Jahre (jedoch mit dem Bassisten Richard Davis anstelle von Carter). Die Musik ist akustisch und sehr frei. Williams hatte mit den Saxophonisten Eric Dolphy und Sam Rivers gespielt, und er drängte die Band in Richtung eines ozeanischen, pulsfreien Strudels, der sich bemerkbar machte, als die jungen Bandkollegen Shorter und Hancock solo spielten. Obwohl Williams für Davis im Rhythmus war, war es einer von weitreichender, impressionistischer Weite, mit schimmernden Becken-Hauchen und Tom-Tom-Rumpeln, die den Beat in unerforschtes Gebiet drängten. Davis’ Solos wurden zunehmend ungebunden; er formte sie impulsiv mit Ausbrüchen und Schreien, die sein exzellentes pointillistisches Drama zu Van Gogh-artigen Schlitzen und Soundklängen erhoben. Die Klangwelt dieser majestätisch kohärenten, aber wild kühnen Band war immer noch die des Bebop; die Instrumentierung war immer noch die des Quintetts, [einer Besetzung], in der 1945 der neunzehnjährige Davis neben Charlie Parker spielte.“